# Ettelā'āt
Ettelā'āt (persisch: اطلاعات, Information) ist die älteste noch erscheinende iranische Zeitung. Im selben Verlag erscheinen außerdem die Ettela'at International (ﺍﻃﻠﺎﻋﺎﺕ ﺑﻴﻦ المللى), die einzige täglich erscheinende internationale Zeitung in persischer Sprache und die La Revue de Téhéran, Irans einzige in französischer Sprache erscheinende Monatszeitschrift. Die Zeitung wurde 1927 gegründet.
Am 6. Januar 1978 erschien in der Ettelā'āt unter dem Namen Ahmad Rashidi Motlagh ein Artikel, der den Titel Iran und der Schwarze und Rote Kolonialismus trug. Am darauffolgenden Tag kam es zu Protesten von Klerikern in Qom. Als die Demonstranten der Aufforderung der Polizei, die Demonstration aufzulösen, keine Folge leisteten, eröffnete die Polizei das Feuer und tötete mindestens zwanzig Personen.
Am 8. September 1979, während der Islamischen Revolution, wurden die beiden größten Zeitungen des Landes, Ettelā'āt und Keyhan, verstaatlicht und die Bonyad-e Mostazafen va Janbazan Eigentümer der Zeitung.
Im August 1979 erschien Ettelā'āt mit dem Bild Firing Squad in Iran auf der Titelseite, das die Erschießung von Kurden während der Islamischen Revolution auf dem Flughafen von Sanandadsch zeigt. Das Bild erschien kurze Zeit später auch auf den Titelseiten vieler Zeitungen zum Beispiel The New York Times und The Daily Telegraph. Als bislang einziges anonymes Werk wurde Firing Squad in Iran 1980 mit dem Pulitzer-Preis für aktuelle Fotoberichterstattung ausgezeichnet. Erst 2006 wurde bekannt, dass Jahangir Razmi der Urheber dieses Bildes war.